# Salt Tank
Salt Tank is een Brits tranceduo dat bestaat uit Malcolm Stanners (1965) en David Gates. Het duo maakte gedurende de jaren negentig diverse singles en enkele albums. Ook beheerden ze het label 4 Real Communications. Het meest bekend werd de single Eugina.

## Geschiedenis
Het duo ontmoette elkaar als 14-jarigen. In de late jaren tachtig vestigden beide vrienden zich in London. Stanners werkte een tijd als studiomedewerker in Londen terwijl Gates studeerde. Na genoeg geld bij elkaar gespaard te hebben begonnen ze een eigen studio. Salt Tank debuteerde met het ravenummer Ease the pressure dat gebaseerd was op samples van de Bizarre Inc. track Playing With Knives. De single speelde zich echter vooral in de kijker door de B-kant. Het atmosferische, dromerige nummer Charged Up zette de toon voor hun verdere sound. Daarna brachten ze een reeks van genummerde ep's uit met daarop tracks als Taj, Swell en Clone. De singles werden opgemerkt door Andrew Weatherall die hen verder hielp. De derde ep (ST3 (1994)) was met zijn 51 minuten zo uitgebreid dat het een album genoemd kon worden. Hierop stond de track Eugina en zijn ambientversie Sargasso Sea, waarop een stemsample van Tori Amos gebruikt werd. Het nummer werd in 1996 op single uitgebracht en een hit. Ze kregen daardoor ook een uitnodiging voor een Peel Session. 
Tracks van Salt Tank werden in 1996 verzameld op het album Science & Nature. Een optreden in Amsterdam, dat eind 1996 plaatsvond, werd uitgebracht op de video Live Experience. Een geheel nieuw album verscheen een jaar later. Op Wavebreaks (1997) werd de bekende sound voortgezet. In 1997 werkte Salt Tank ook samen met Chicane op zijn album Far from the maddening crowds. Ook verschenen er enkele zeer gelimiteerde remixalbums die op de website van de groep verkocht werden. Van Li-Lo (Collected Salt Tank Ambient Trax) en Head Straight For The Salt Tank Mix (2000) werden er respectievelijk 45 en 50 gemaakt. 
Een nieuw Salt Tank album, met als titel The 4th Way, moest in 2000 verschijnen. Deze werd echter nooit meer uitgebracht. In 2001 verscheen de single The Energy. Daarna werd er weinig meer van het duo vernomen. De stilte werd in 2009 kortstondig doorbroken met de track L.E.D. en het bericht dat een nieuw album in aantocht zou zijn. Daarna bleef het echter weer volledig stil rondom Salt Tank.

## Discografie

### Albums
- Science & Nature 1996
- Wavebreaks 1997